# 青森日産自動車

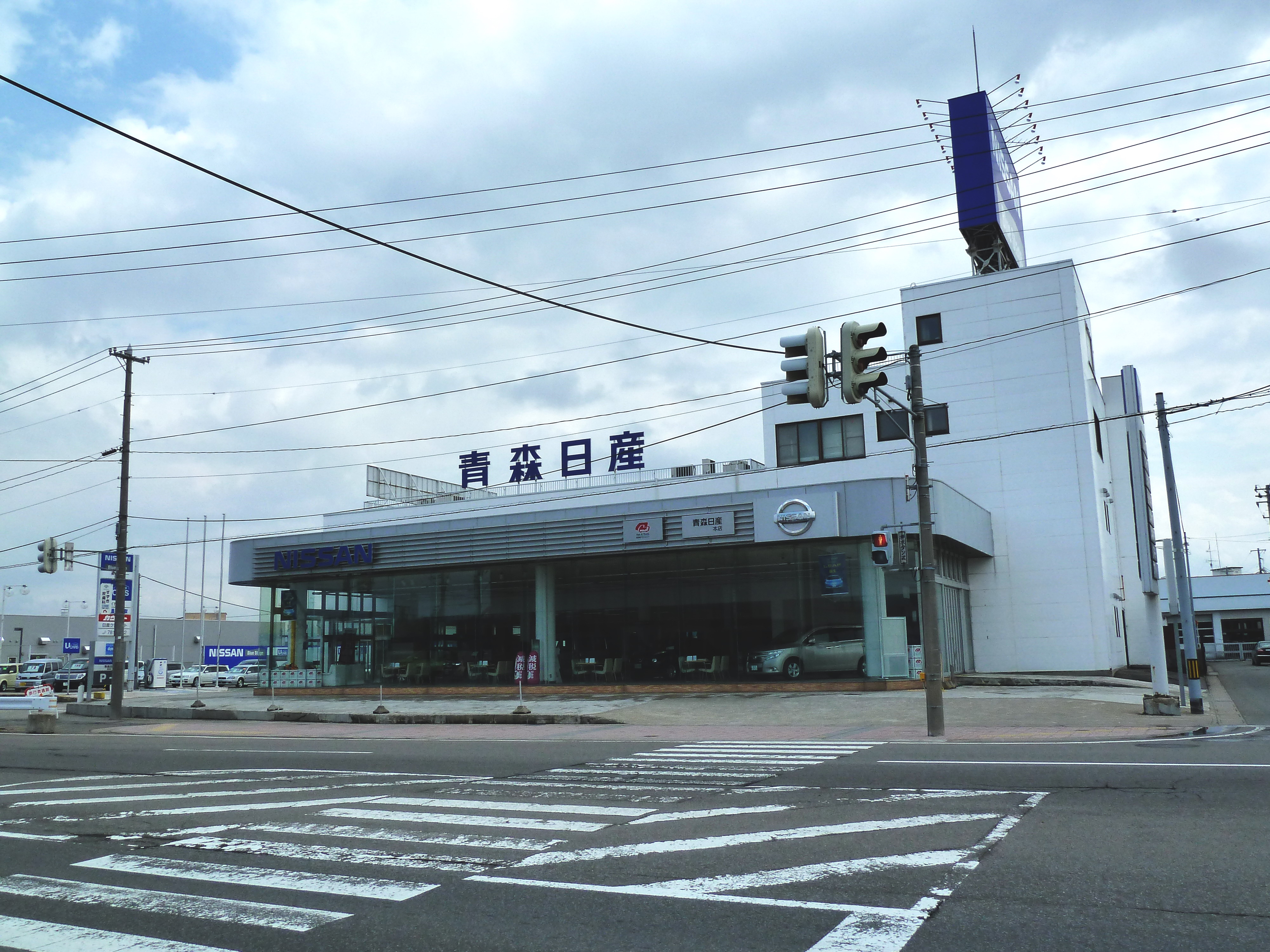
青森日産

青森日産自動車株式会社（あおもりにっさんじどうしゃ）は、青森県青森市に本社を置く、日産・ブルーステージ系の自動車販売会社。

## 概要
津軽（弘前・五所川原を除く）・三八上北・下北の各地域において、日産社製乗用車及びフォークリフトなどの販売などを行っている。設立時は日産自動車の経営だったが、現在は岩手日産自動車が経営している。
2024年4月より日産青森販売として営業を継続している。

## 沿革
- 1946年11月 - 青森日産自動車販売設立。
- 1990年 - 青森日産モーターと合併し、青森日産自動車に商号変更。
- 2001年4月 - 日産リバイバルプランの一環で、全株式を岩手日産自動車に譲渡する。
- 200x年 - むつ店を分社化し「むつ日産」として独立。
- 200x年 - 三戸店を分社化し「三戸日産」として独立。
- 2007年 - 十和田東店を分社化し「十和田東日産」として独立。
- 2007年 - 合浦店を分社化し「青森合浦日産」として独立。
- 2008年1月1日 - 十和田北店を分社化し「十和田北日産」として独立。
- 2023年1月1日 - 分社にした「むつ日産」「三戸日産」「十和田東日産」「青森合浦日産」「十和田北日産」を再度青森日産本体に吸収合併する。
- 2023年4月 - 岩手日産が持株会社制度に移行。それに伴い親会社がグループ統括会社「NBMホールディングス株式会社」となる。
- 2024年4月1日 - 同じ岩手日産経営の「日産プリンス青森販売」を吸収合併。2社統合の上、青森日産の商号を「日産青森販売株式会社」に変更し再スタートする。

## 拠点
- 本店／青森市三内字稲元86
- 流通団地店／青森市野木字野尻43-4
- 八戸店／八戸市城下4-3-18
- 根城店／八戸市根城7-1-33
- 湊高台店／八戸市湊町字新井田道35-14
- 三沢店／三沢市南町1-31-3648
- むつ店（旧：株式会社むつ日産）
  - むつ市田名部字赤川ノ内並木110-4
- 三戸店（旧：株式会社三戸日産）
  - 三戸郡南部町沖田面字千刈24
- 十和田東店（旧：株式会社十和田東日産）
  - 十和田市東三番町39-28
- 十和田北店（旧：株式会社十和田北日産）
  - 十和田市洞内字井戸頭144-118
- 合浦店（旧：株式会社青森合浦日産）
  - 青森市合浦1-14-3

## 青森県内の他の日産ディーラー
- 日産サティオ弘前